# Crauti
I crauti (in tedesco Sauerkraut, letteralmente "erba acida") sono un contorno tipico della cucina mitteleuropea, ottenuto dal cavolo cappuccio, tagliato finemente e sottoposto a fermentazione lattica per azione del sale da cucina.
Sono detti anche salcrauti o sarcrauti (come adattamento dell'origine tedesco), oppure cavoli acidi o anche, in Venezia Giulia, cappucci acidi, a Trieste e in Istria  si chiamano capuzi o capuzi garbi.

## Caratteristiche
I crauti sono uno dei prodotti più frequenti nella dieta germanica, al punto da formare all'estero, insieme a patate e salsicce, il cliché nutrizionale generalmente attribuito ai tedeschi.
La preparazione è a base di cavolo cappuccio, le cui foglie sono tagliate a piccole strisce e sottoposte a fermentazione lattica naturale controllata in presenza di sale da cucina, per circa due mesi, a volte aromatizzate con foglie di alloro, comino, pepe o altre spezie. Il procedimento, usato principalmente come metodo di conservazione, modifica il profilo organolettico del vegetale e conferisce ai crauti il tipico sapore deciso e aspro.
Il risultato è un alimento ricco di vitamine e sali minerali. I crauti favoriscono la digestione poiché arricchiscono la flora intestinale di specie molto utili come i lattobacilli, riducendo la presenza di batteri patogeni. Questo  si ottiene solo consumandoli crudi. Infatti nella cottura i fermenti vivi e le vitamine termolabili, subiscono una notevole degradazione. I crauti cotti conservano l'azione lassativa dovuta alla presenza dell'acido lattico generato durante la fermentazione.
I crauti appartengono alla tradizione gastronomica non solo di aree di lingua tedesca come Germania,  Austria, Alsazia, alcuni cantoni svizzeri e in Trentino-Alto Adige, ma anche di Paesi come Slovacchia (dove sono detti kyslou kapustou) Slovenia (kislo zelje), Ungheria, Croazia, Polonia (kapusta kiszona), Russia (Квашеная капуста, kvašenaja kapusta), Ucraina, Bielorussia, Repubblica Ceca (kysané zelí), Bosnia ed Erzegovina, Serbia (kiseli kupus), Moldavia (varză murată).